# Qaarsut
Qaarsut (zastarale Kaarsut, Qârsut nebo Kârsut) nebo Qaersut (zastarale Kaersut) je osada v Grónsku v kraji Avannaata, na severním pobřeží poloostrova Nuussuaq. V roce 2017 tu žilo 166 obyvatel. Název města znamená "holá hora". Qaarsut je známý především díky svému letišti.

## Počet obyvatel
Počet obyvatel Qaarsutu byl v posledních dvou desetiletích nestabilní. Do roku 1993 stoupal; poté však ale až do roku 1996 klesl z 247 na 214 obyvatel (rozdíl 33 obyvatel). Poté během lety 1997 a 1998 stoupl opět na 246 obyvatel, po roce 1998 počet obyvatel střídavě po rocích stoupal a klesal. Trvalé klesání začalo v roce 2002, do stabilizace v roce 2006 klesl z 242 obyvatel na 195 (rozdíl 47 obyvatel). Od tohoto roku byl počet obyvatel až do roku 2011 poměrně stabilní, až na pokles a následný návrat obyvatel v roce 2008. V roce 2012 prudce klesl ze 184 obyvatel na 167 (rozdíl 17 obyvatel), klesl na nejnižších 150 obyvatel (2013), poté ale došlo k opětovné stabilizaci a počet obyvatel opět stoupá. Z nejvyšších 247 obyvatel jich celkově 97 již odešlo.

## Galerie

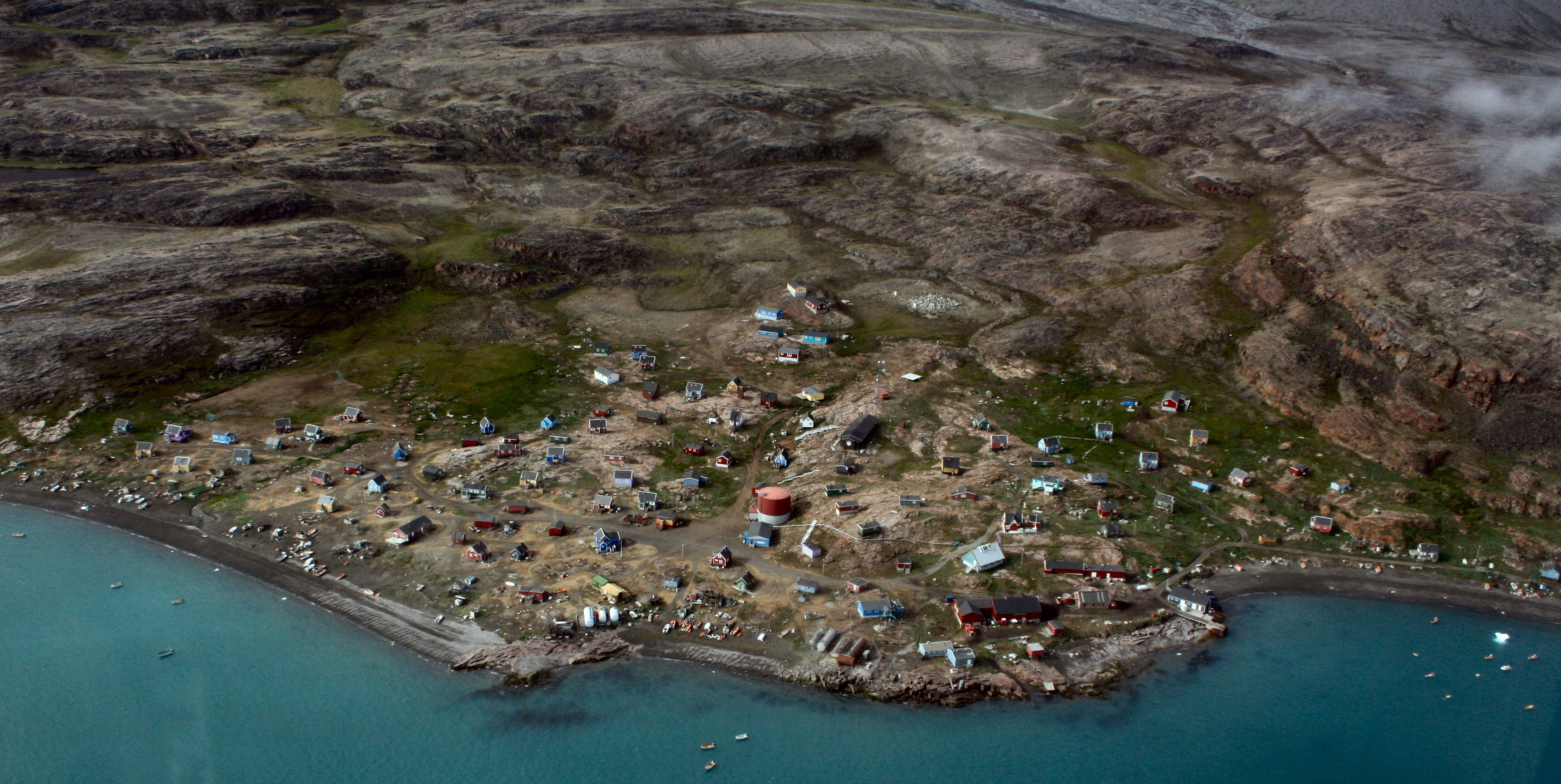
Letecký pohled na Qaarsut
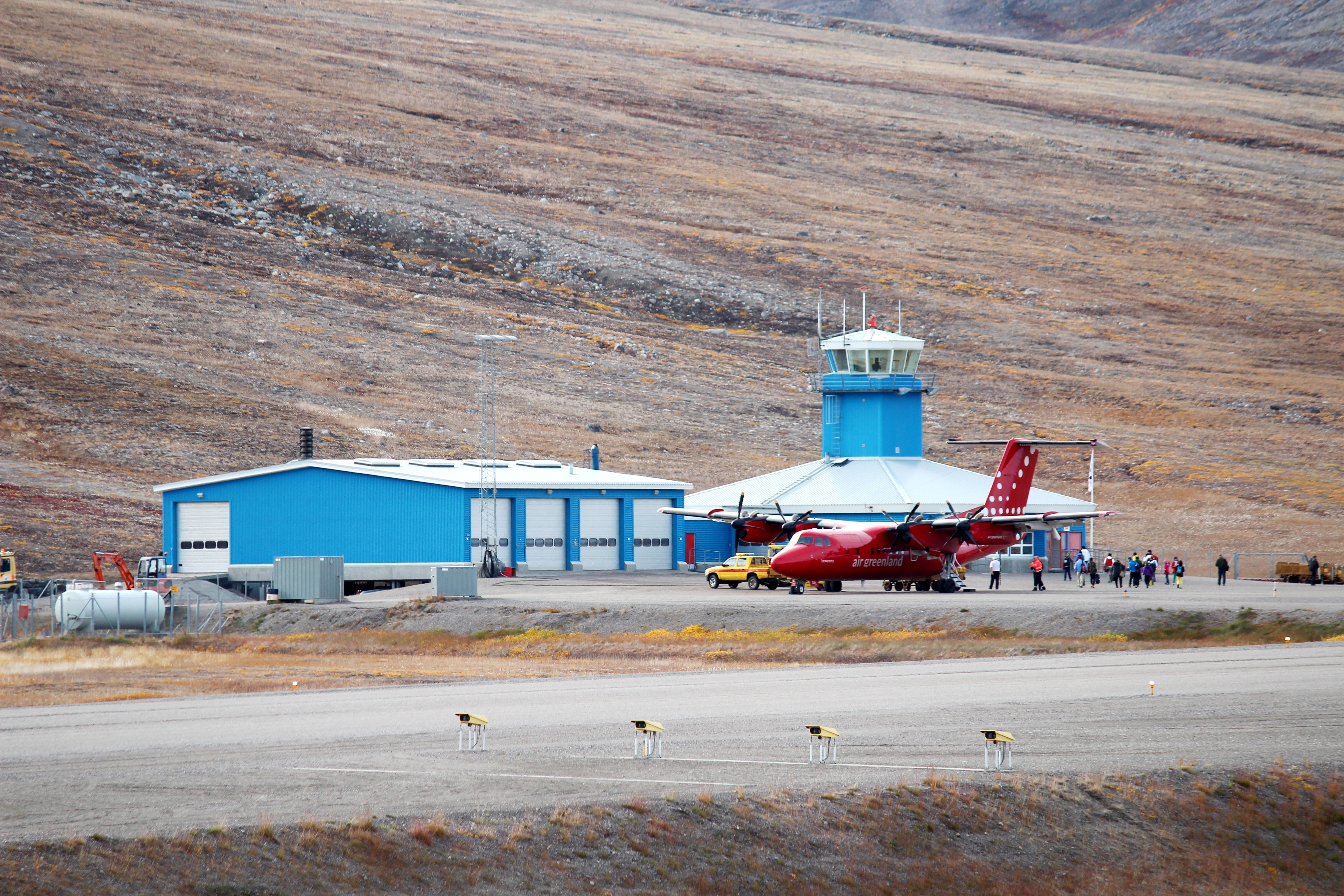
Letiště v Qaarsutu
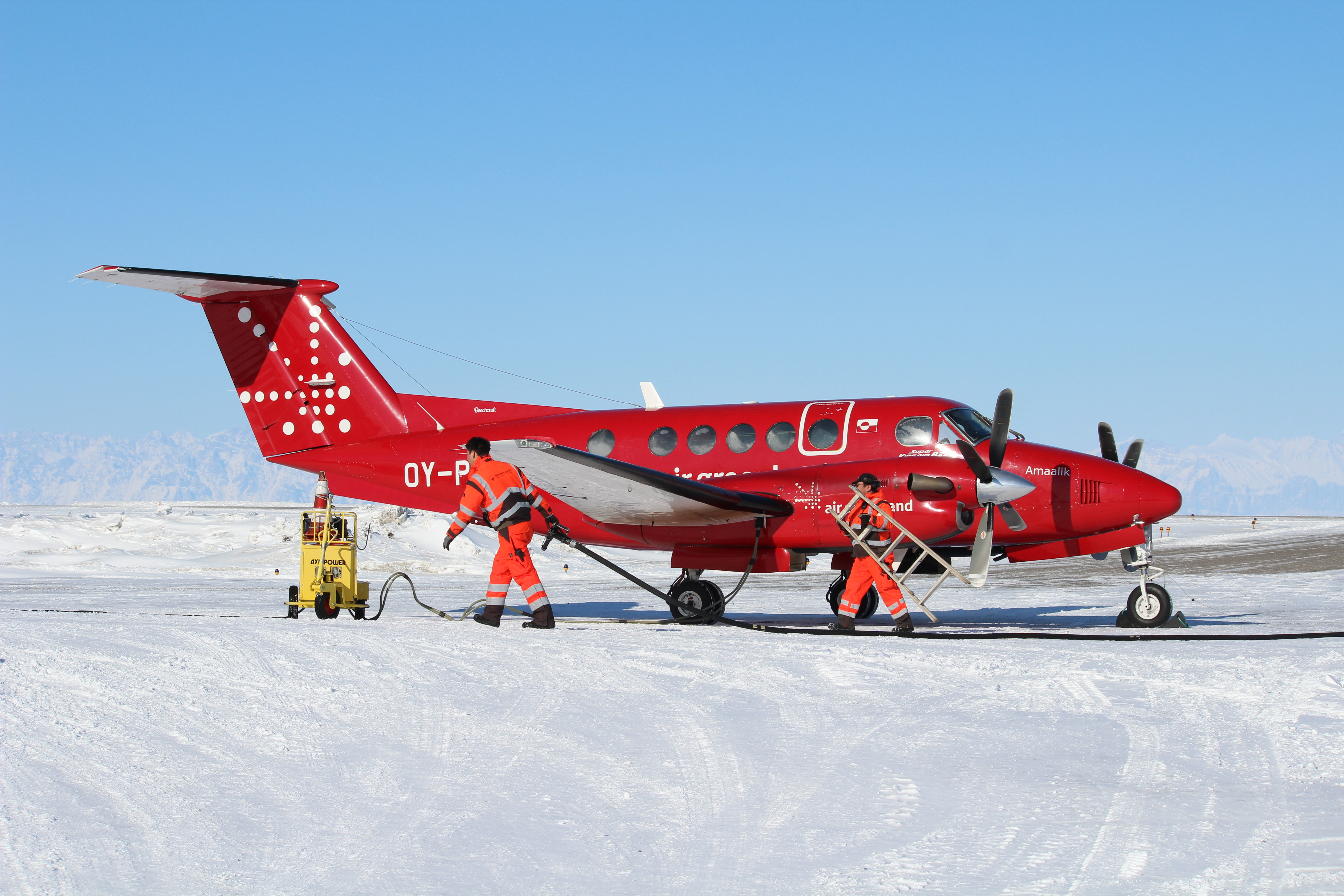
Letadlo na letišti Qaarsut
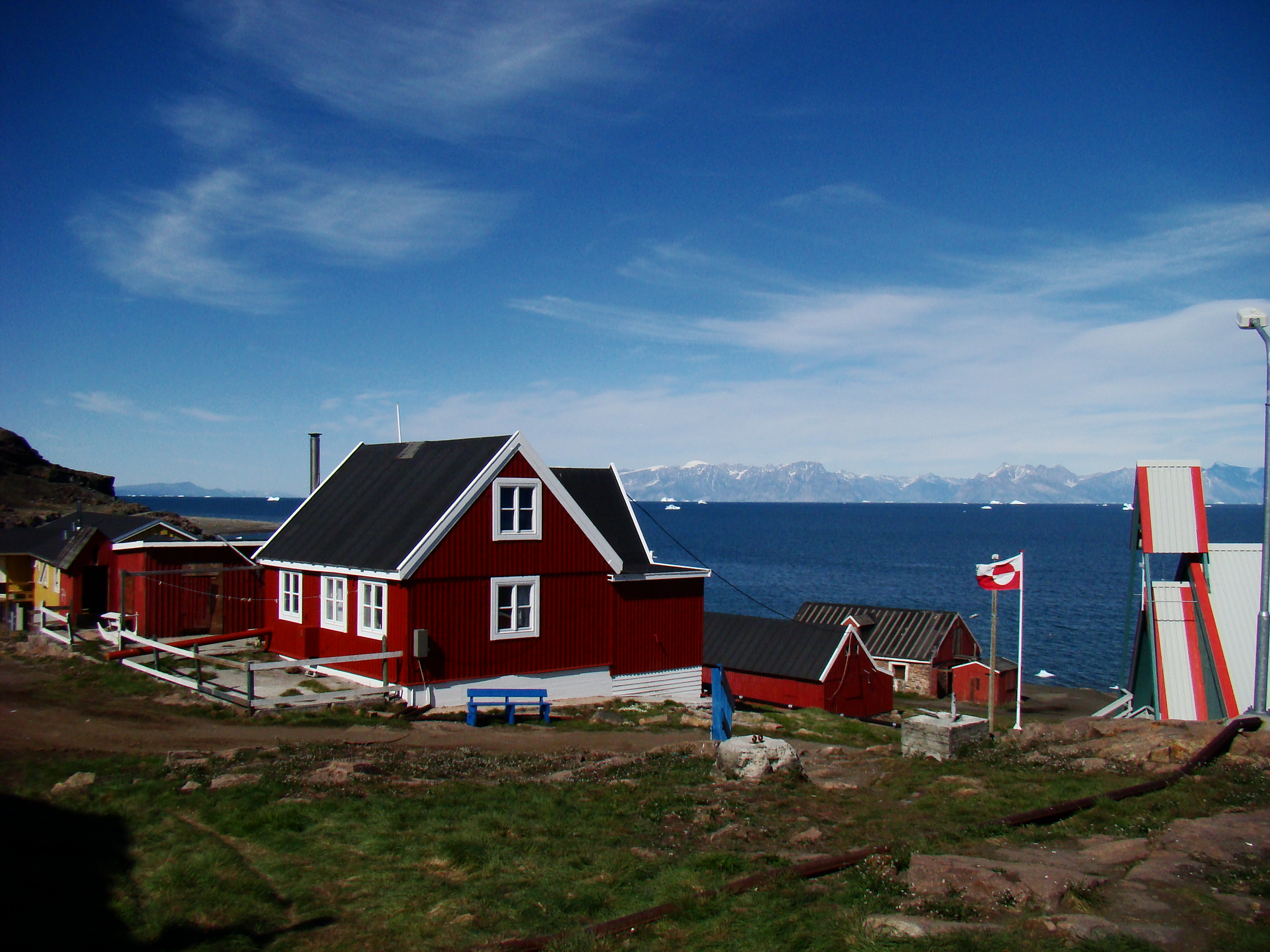
Kostel v Qaarsutu
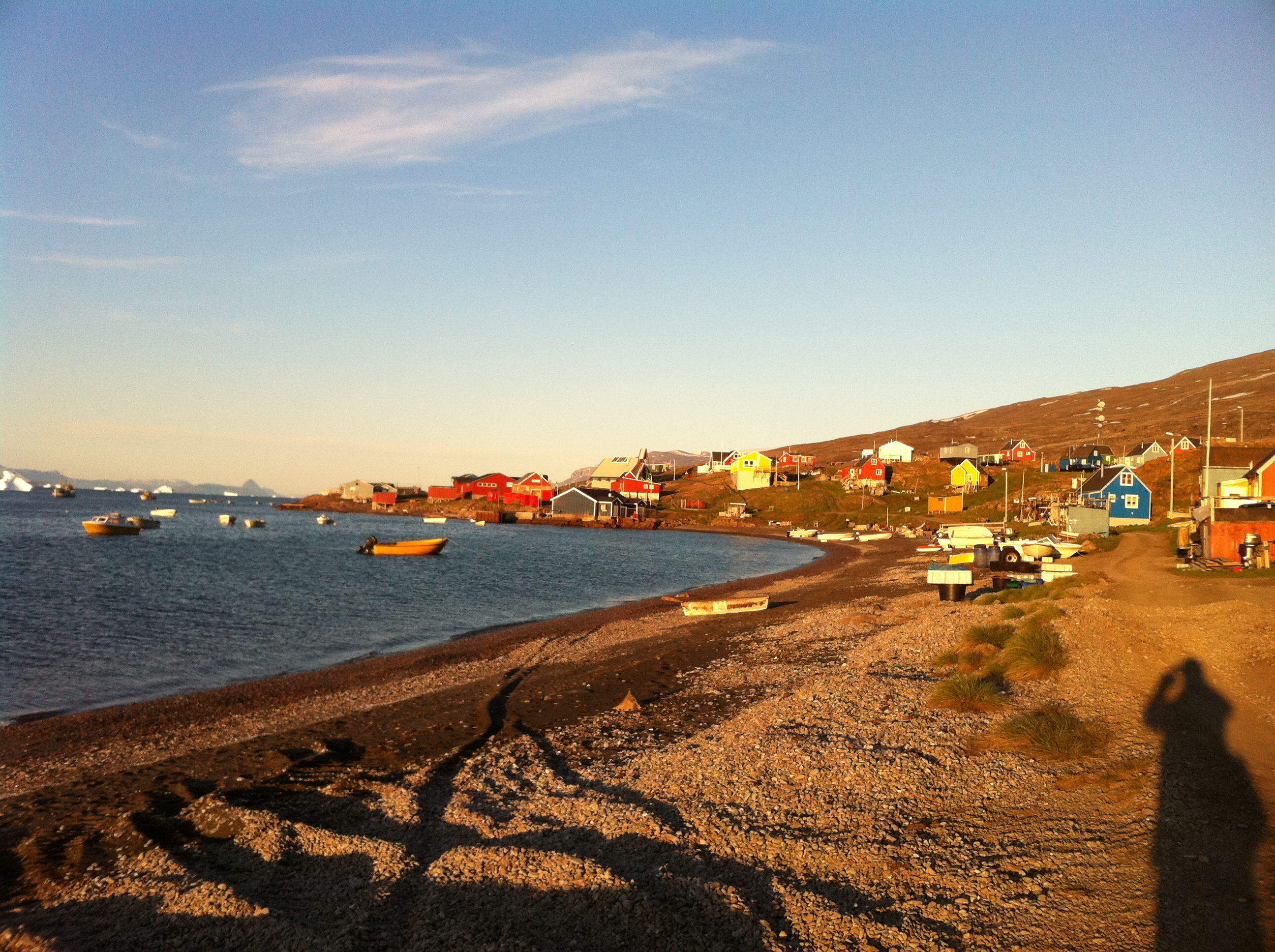
Pohled na Qaarsut
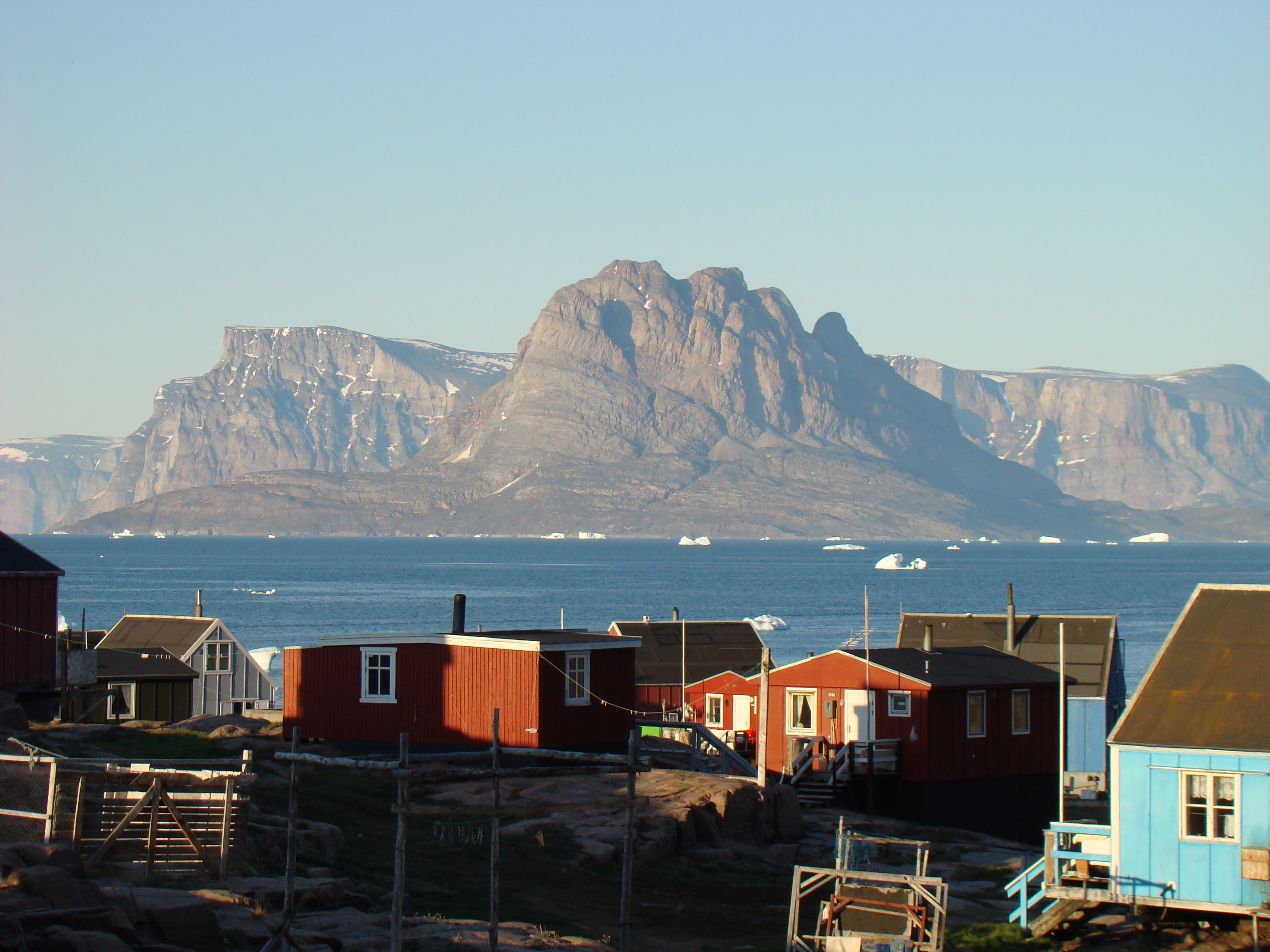
Pohled na Qaarsut, v pozadí hora Uummannaq
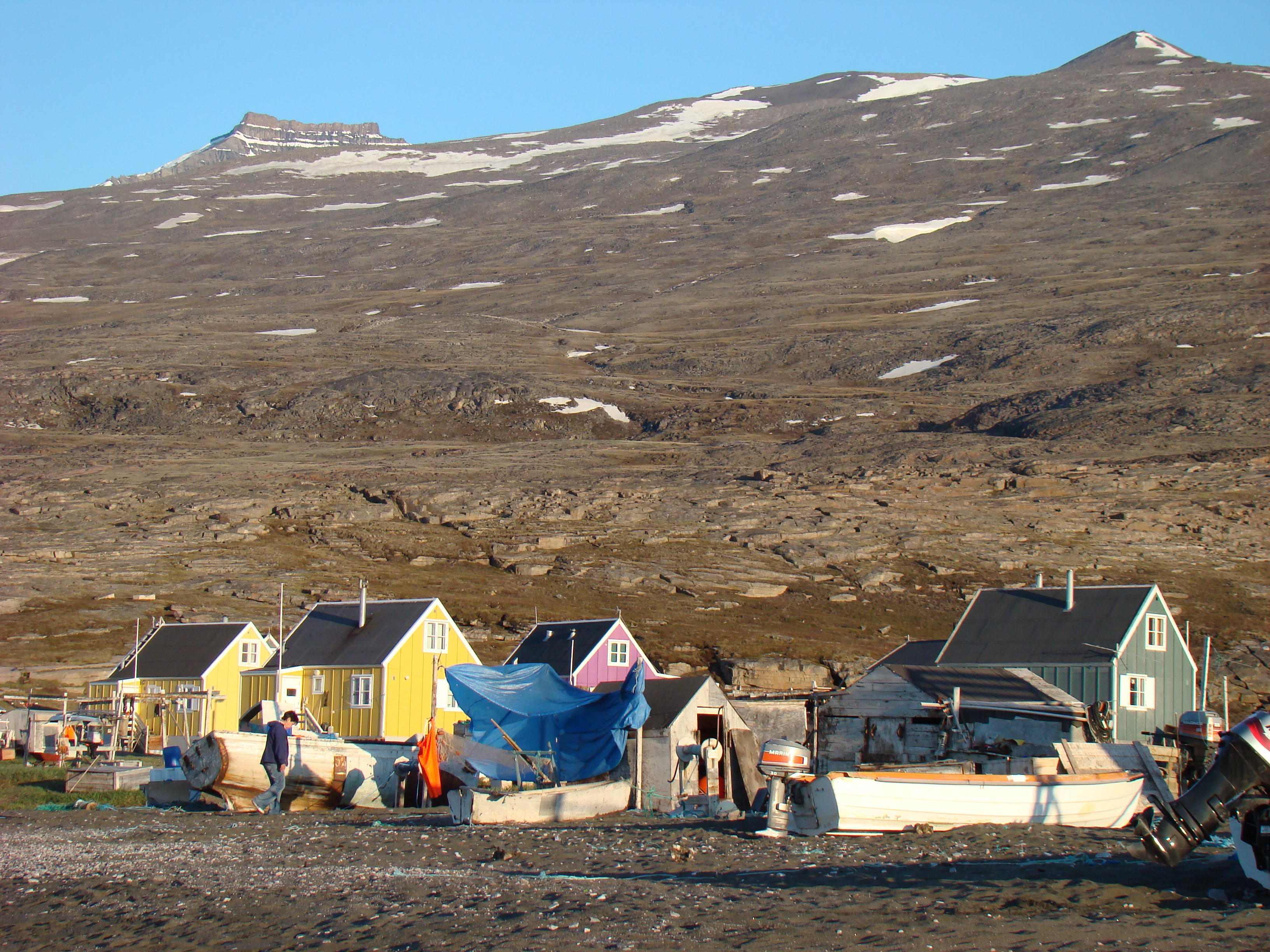
Domy v Qaarsutu
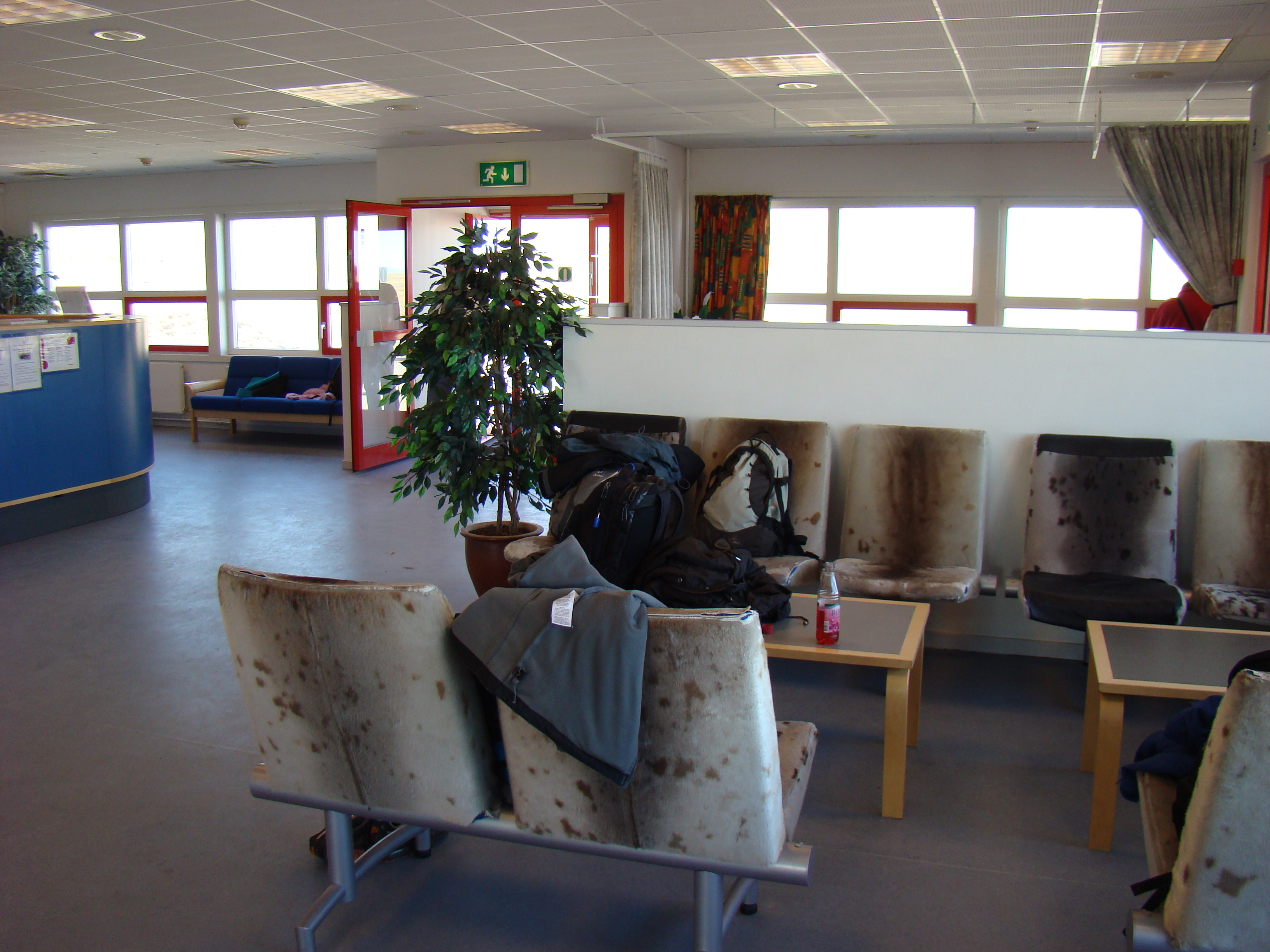
Terminál letiště uvnitř